# 西澳大利亞分裂主義

1934年倡提議的「威斯特拉利亞自治領」旗幟

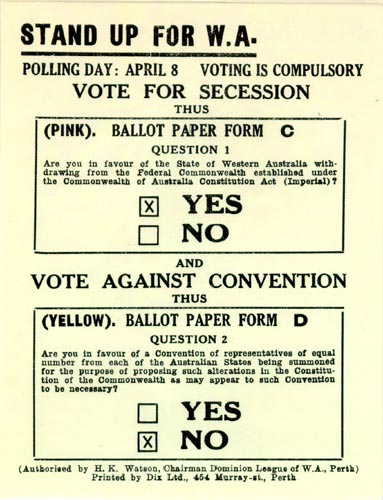
1933年分離主義者印製的「如何投票卡」

西澳大利亞分裂主義是西澳大利亞州於1901年加入澳大利亞聯邦後不時會重複發起的議題，其主張主要基於聯邦政府因為西澳大利亞州人口稀疏，而偏袒於東部州份的假設。普遍的說法是西澳大利亞州被視為灰姑娘州份，它對聯邦政府的貢獻遠比得到的為多，從而引申出被人口較多的州份所歧視的想法。

## 沿革
西澳大利亞州佔澳大利亞總陸地面積的三分一，其首府珀斯距離最近任何一個澳大利亞的大城市都超過2,000公里，加上西澳大利亞州礦藏豐富，人均收入遠高於全國的平均水平，造就民眾普遍對國家較低的歸屬感，每逢經濟不景或遭受天災人禍時，脫澳的呼聲都會趁機抬頭。

### 1933年公投
當時該州主要的出口為小麥，經濟大蕭條導致小麥價格暴跌，珀斯的失業率上升至30%。自治同盟成立，主張西澳大利亞州獨立，成為「威斯特拉利亞自治領」。公投以68％的票數通過。及後，州政府派員前往英國，要求推翻30多年前加入聯邦政府的協議。英國下議院設立專責委員會，經過18個月的談判和遊說最後決定不予處理，並進一步聲明不能合法地批准分裂國家。雖然代表團空手而回，但「威斯特拉利亞」（Westralia）自此成為了西澳大利亞州分離主義的代名詞。

### 1974年威斯特拉利分裂運動
礦業大亨郎·漢考克於1974年組織「威斯特拉利分裂運動」（Westralian Secession Movement），認為澳大利亞各地的貿易壁壘損害了該州的礦材和小麥出口，奈何它所支持的候選人沒有在聯邦大選中勝出。

### 2020年新冠肺炎期間
新冠肺炎期間，西澳大利亞州封鎖了其州界，限制了跨州的往來，分離主義的討論又再度活躍起來。據民意調查顯示，28%的民眾支持脫澳。

## 伸延閱讀
- .   [2006-04-20]. （原始内容存档于5 April 2006）.
- .   [2006-04-20]. （原始内容存档于15 April 2021）.
- Musgrave, Thomas.  (PDF). （原始内容 (PDF)存档于2006-08-21）. (2003) 3 Macquarie Law Journal 95.

## 外部連結
- http://www.slwa.wa.gov.au/federation/000_bibl.htm （页面存档备份，存于） A collection of primary sources relating to secession at the J S Battye Library
- http://www.slwa.wa.gov.au/federation/iss/index.htm （页面存档备份，存于）
- http://www.fergco.com/~samgriffith/papers/html/volume3/v3chap5.htm Archive.today的存檔，存档日期2007-09-28 – Geoffrey Bolton
- http://www.fergco.com/~samgriffith/papers/html/volume3/v3chap6.htm （页面存档备份，存于） – Campbell Sharman
- http://www.curriculum.edu.au/ddunits/units/ms4fq3acts.htm#4act2 （页面存档备份，存于）
- Stateline – Norman Moore talks secession （页面存档备份，存于）